# Naja siamensis
Naja siamensis, tambien coneguda com a "Cobra escupidora de la Indoxina" o "Cobra escupidora blanca i negra", es tracta una espècie de serp del gènere Naja, de la família Elapidae.

## Troballa i distribució
La serp va ser descrita per primera vegada pel naturalista austríac Josephus Nicolaus Laurenti, l'any 1768, i es poden trobar en el sud-est asiàtic als següents països: Cambodja, Laos, Tailàndia i el Vietnam.

## Hàbitat i característiques
Es tracta d'una espècie de verinosa, d'hàbits nocturns i comportament agressiu, és de color marró i negre amb taques blanques i s'alimenta de rosegadors, aus i petits rèptils.